# Liga tegen Imperialisme
De Liga tegen Imperialisme en Koloniale Onderdrukking (Engels: League against Imperialism and Colonial Oppression; Frans: Ligue contre l'impérialisme et l'oppression coloniale; Duits: Liga gegen Kolonialgreuel und Unterdrückung) was een anti-imperialistische organisatie tijdens het interbellum. Ze werd opgericht op 15 februari  1927 na een groot vijfdaags congres in het Egmontpaleis in de Belgische hoofdstad Brussel. Aanwezig waren 175 gedelegeerden uit 37 landen, waaronder 107 leden afkomstig uit de gekoloniseerde wereld.

## Het congres in Brussel
Het congres werd geïnitieerd door Willi Münzenberg, een vooraanstaande Duitse communist en oprichter van de Internationale Arbeidershulp (Internationale Arbeiter-Hilfe). Hij slaagde erin diverse belangrijke personen en organisaties uit de Europese arbeidersbeweging en prominente activisten en antikoloniale nationalisten uit de gekoloniseerde wereld samen te brengen. Hoewel de relatie van Münzenberg met de Comintern ingewikkeld was kan het congres en de Liga tegen Imperialisme beschouwd worden als een voortvloeisel uit de United Front periode van de Comintern, die erop gericht was samenwerkingen aan te gaan met niet-communistische organisaties en individuen en zo de steun voor de Sovjet-Unie te vergroten.
In Brussel waren onder meer Jawaharlal Nehru van de Indian National Congress, vertegenwoordigers van de Chinese Kwomintang-partij, Lamine Senghor van de Senegalees-Franse Comité de Défense de la Race Nègre, en de Algerijn Messali Hadj van de Étoile Nord-Africaine aanwezig. Daarnaast kwamen ook bekenden uit de Europese en Amerikaanse arbeidersbeweging, zoals Albert Einstein, Romain Rolland, Henri Barbusse en Fenner Brockway.
Vanuit Nederland kwamen Henriette Roland Holst, Edo Fimmen en Arthur Lehning. Daarnaast kwamen Indonesische studenten van de Perhimpoenan Indonesia op het congres af, waaronder de latere vicepresident van Indonesië Mohammad Hatta. Ook twee leden van de Peranakan-Chinese studentenvereniging Chung Hwa Hui waren aanwezig. Na afloop van het congres werd Mohammad Hatta verkozen in het Uitvoerend Comité van de Liga. Langs deze weg verwierf hij grote bekendheid en een internationaal netwerk.

## De Liga tegen Imperialisme
Tussen 1927 en 1931 vonden er diverse bijeenkomsten en congressen van de Liga plaats, waar plannen werden gemaakt en de actualiteit werd besproken. Het internationale bureau van de organisatie was in Berlijn, en stond onder sterke controle van Willi Münzenberg en andere communisten. Dit neemt niet weg dat de Liga ook functioneerde als een ontmoetingsplaats voor niet-communistische activisten en anti-koloniale nationalisten, zoals Mohammad Hatta en Jawaharlal Nehru.
Naar aanleiding van zijn activiteiten binnen de Liga werd Hatta in september 1927 samen met drie andere Indonesische studenten opgepakt en aangeklaagd voor opruiing. Het proces leidde tot vrijspraak en vergrootte de bekendheid van Hatta en de anderen. Tegelijkertijd verzwakte het de Perhimpoenan Indonesia, die kort daarna door communistische studenten werd overgenomen.
Hoewel (delen van) de Liga tegen Imperialisme bleven bestaan tot 1937 verloor het veel aantrekkingskracht toen communisten, overeenkomstig de nieuwe koers van de Comintern,  zich harder begonnen op te stellen ten aanzien van niet-communisten. Uiteindelijk werd Mohammad Hatta, evenals vele andere niet-communistische leden, geroyeerd in 1931.